# Nezvěstice
Nezvěstice è un comune della Repubblica Ceca facente parte del distretto di Plzeň-město, nella regione di Plzeň.